# Sommet du G20 de 2009 (Royaume-Uni)
Pour les articles homonymes, voir Sommet du G20 de 2009.
Le G20 de Londres du 2 avril 2009 est un forum du G20 programmé le 2 avril 2009 à Londres au Royaume-Uni avec l'objectif de renforcer la coordination principalement dans quatre domaines : plans de relance économique, assainissement du système bancaire, dispositifs et règles de surveillance du secteur financier et aide aux pays émergents les plus touchés par la crise. L'idée qu'il est nécessaire de lutter contre les paradis fiscaux représente la principale conséquence du sommet.

## Participants[3]

### Groupe des vingt
- Argentine représentée par Cristina Fernández de Kirchner, Présidente
- Australie représentée par Kevin Rudd, Premier Ministre
- Brésil représenté par Luiz Inácio Lula da Silva, Président
- Canada représenté par Stephen Harper, Premier Ministre
- Chine représentée par Hu Jintao, Président
- France représentée par Nicolas Sarkozy, Président
- Allemagne représentée par Angela Merkel, Chancelière
- Inde représentée par Manmohan Singh, Premier Ministre
- Indonésie représentée par Susilo Bambang Yudhoyono, Président
- Italie représentée par Silvio Berlusconi, Premier Ministre
- Japon représenté par Taro Aso, Premier Ministre
- Mexique représenté par Felipe Calderón, Président
- Corée du Sud représentée par Lee Myung-bak, Président
- Russie représentée par Dimitri Medvedev, Président
- Arabie saoudite représentée par Abdallah ben Abdelaziz Al Saoud, Roi
- Afrique du Sud représentée par  Kgalema Motlanthe, Président
- Turquie représentée par Recep Tayyip Erdoğan, Premier Ministre
- Royaume-Uni représenté par Gordon Brown, Premier Ministre
- États-Unis représentés par Barack Obama, Président
- Union européenne :
  - Commission européenne représentée par José Manuel Barroso, Président
  - Conseil européen représenté par Mirek Topolánek, Président du Conseil européen et Premier ministre de République tchèque

### Pays invités
- Pays-Bas représentés par Jan Peter Balkenende, Premier Ministre *
- Espagne représentée par José Luis Rodríguez Zapatero, Premier Ministre *

### Institutions internationales
- Nouveau partenariat pour le développement de l'Afrique (NEPAD) représentée par Meles Zenawi, Président du NEPAD et Premier Ministre d'Éthiopie
- Association des nations de l'Asie du Sud-Est (ASEAN) représentée par Abhisit Vejjajiva, Président de l'ASEAN et Premier Ministre de la Thaïlande
- Nations unies représentée par Ban Ki-moon, Secrétaire général
- Banque mondiale représentée par by Robert Zoellick, Président
- Fonds monétaire international représenté par  Dominique Strauss-Kahn, Directeur
- Organisation mondiale du commerce représentée par by Pascal Lamy, Directeur Général
- Forum de stabilité financière représenté par Mario Draghi, Président

Les syndicats ont déploré l'absence de l'Organisation internationale du travail.

## Le communiqué final
« Une crise globale nécessite une solution globale. 

Nous partons du principe que la prospérité est indivisible et que la croissance pour être durable doit être partagée (...). Nous pensons que la seule fondation sûre d'une mondialisation soutenable et l'augmentation de la prospérité pour tous est une économie ouverte fondée sur le principe de marché, une régulation efficace et des institutions mondiales solides.
Nous nous sommes par conséquent engagés à faire tout le nécessaire pour :
- rétablir la confiance, la croissance et l'emploi ;
- réparer le système financier pour restaurer les flux normaux de crédit ;
- renforcer les règlementations financières pour rétablir la confiance ;
- financer et réformer nos institutions financières internationales afin de juguler cette crise et en empêcher de nouvelles ;
- promouvoir le commerce international et l'investissement et rejeter le protectionnisme, pour servir de socle à l'établissement de la prospérité ;
- bâtir une croissance universelle, verte et soutenable ; »

Les présidents Lula (Brésil) et Cristina Kirchner (Argentine) ont obtenu que la déclaration finale ne fasse pas référence à la « flexibilité du marché du travail », invoquant ses conséquences négatives dans le passé de ces pays.

## Les décisions prises pour renforcer le système financier

### À court terme
Dans l'immédiat, les dirigeants des grands pays développés et émergents, réunis à Londres pour « affronter le plus grand défi auquel fait face l'économie mondiale dans les temps modernes », ont décidé 
- De tripler les ressources du Fonds monétaire international (FMI) à 750 milliards de dollars, d'autoriser le Fonds à émettre des Droits de tirage spéciaux (DTS) pour 250 milliards de dollars et à vendre de l'or[note 1].
- De créer un nouveau « Conseil de Stabilité Financière[note 2] ». Ce Conseil collaborera avec le FMI pour anticiper les risques économiques et financiers et prendre les mesures nécessaires.
- De réformer les systèmes de contrôle

### À long terme
Une fois la reprise assurée, il est prévu :
- Que les systèmes de contrôle devront empêcher les opérations financières à effet de levier excessif et avoir constitué suffisamment tôt le matelas de ressources financières suffisantes pour intervenir en cas de besoin.
- D'agir contre les paradis fiscaux.
- De créer d'urgence de nouvelles normes comptables de haute qualité tant en matière de valorisation des actifs que de provisions comptables et tenant mieux compte des engagements hors-bilan[6].
- De s'assurer que les agences de notation respectent le code international de bonne pratique et en particulier qu'elles sont bien indépendantes et non pas sujettes à des conflits d'intérêts.

## Critiques et réserves

### Sur les paradis fiscaux
Pour le Comité catholique contre la faim et pour le développement :
- « Épargner Hong Kong, la City de Londres ou l'État du Delaware aux États-Unis enlève toute crédibilité à l'exercice »
- « N'est retenu que le critère de bonne coopération avec les administrations fiscales et pas avec les systèmes judiciaires »
- « La dissimulation des ayants droit de comptes à l'étranger peut en effet s'opérer par d'autres techniques, comme la création de "trusts" ou de fondations, sociétés-écrans créées sans aucune formalité et en quelques heures. »[7]

D'après Daniel Lebègue interviewé par Le Point : « on ne peut pas dire qu'on va reconstruire un système financier plus stable, plus transparent, mieux régulé, s'il y a des pays dans le monde, des acteurs financiers, des sociétés de gestion d'actifs qui, de facto, ne sont soumis à aucune règle, aucune surveillance sérieuse, aucune transparence ».
Pour Jean-Marie Messier « les paradis fiscaux sont le trou noir de l'information, c'est ce qui fait que vous ne savez pas où vont les produits et les placements Madoff et que, au moment où Lehman Brothers fait faillite, vous ne voyez pas où sont les risques et où sont les contreparties. Il faut bien comprendre que le problème des paradis fiscaux n'est pas tant la fiscalité que l'information. La traçabilité, c'est la clé du contrôle, de la lutte contre les excès. »

### Agir rapidement
D'après La Libre Belgique « Il convient maintenant de transformer l'essai et de convertir ces promesses et engagements – pris la main sur le cœur hier à Londres – en actes ».
Selon The Guardian les engagements, pris le 2 avril à Londres, sont compliqués et « Brown a dû se battre pour expliquer ce que les engagements changeront pour des Britanniques inquiets pour leur emploi et leur maison ». 
D'après The Economist nombre de dirigeants n'ont pas de réelle marge de manœuvre budgétaire et fiscale.

### Actifs toxiques
Les leaders du G20 sont en train de passer à côté de la véritable urgence, selon Dominique Strauss-Kahn : nettoyer le système bancaire de ses actifs toxiques, qui risquent d'aggraver et de prolonger la récession mondiale.